# Eos histrio
Eos histrio là một loài chim trong họ Psittacidae.

## Hình ảnh

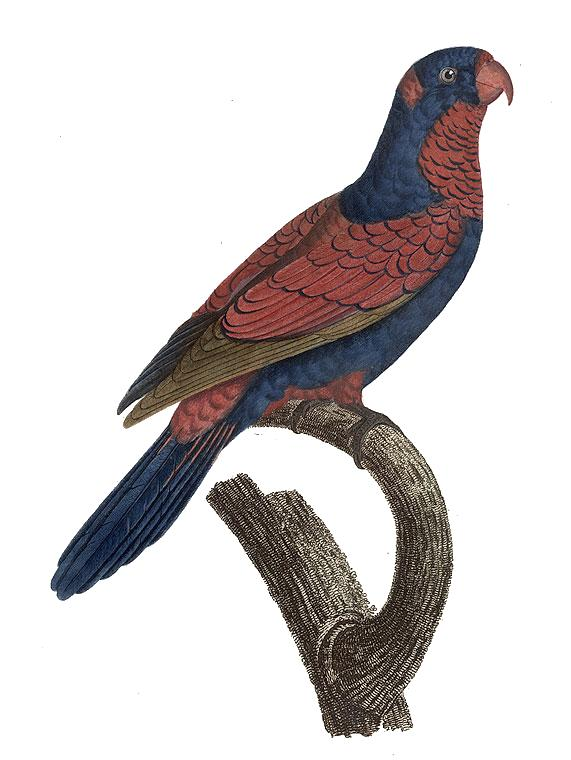
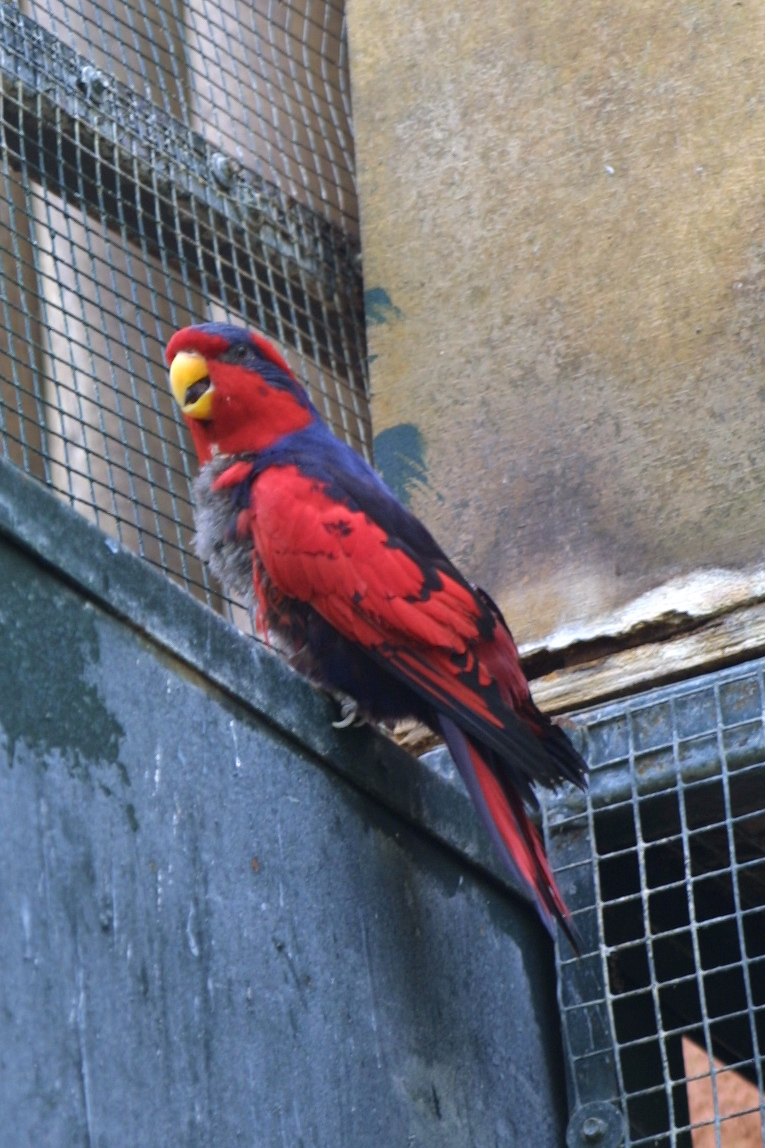
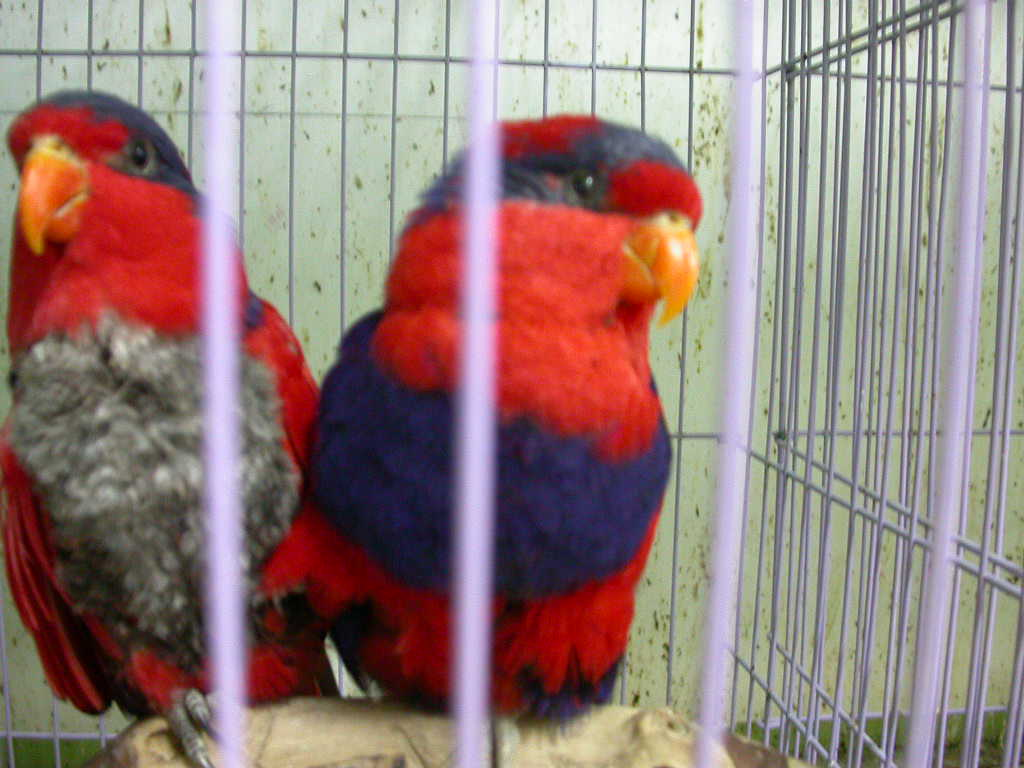
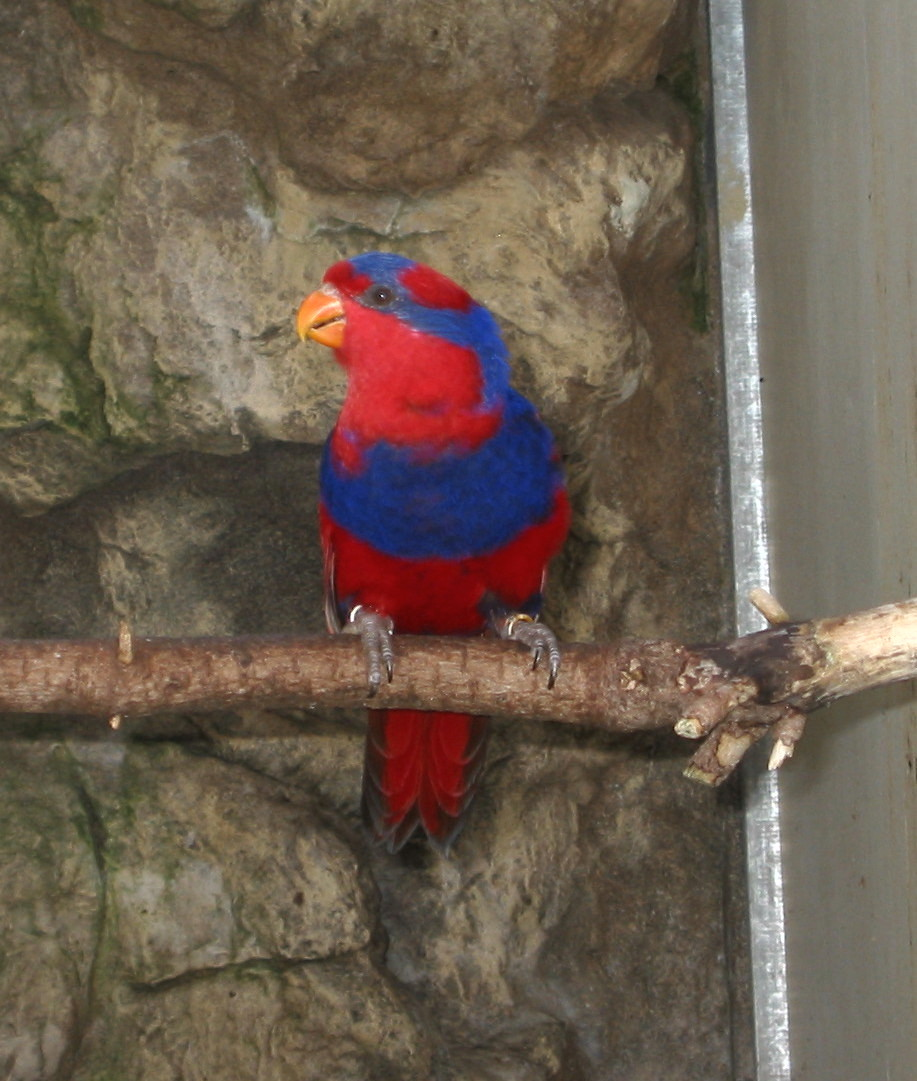
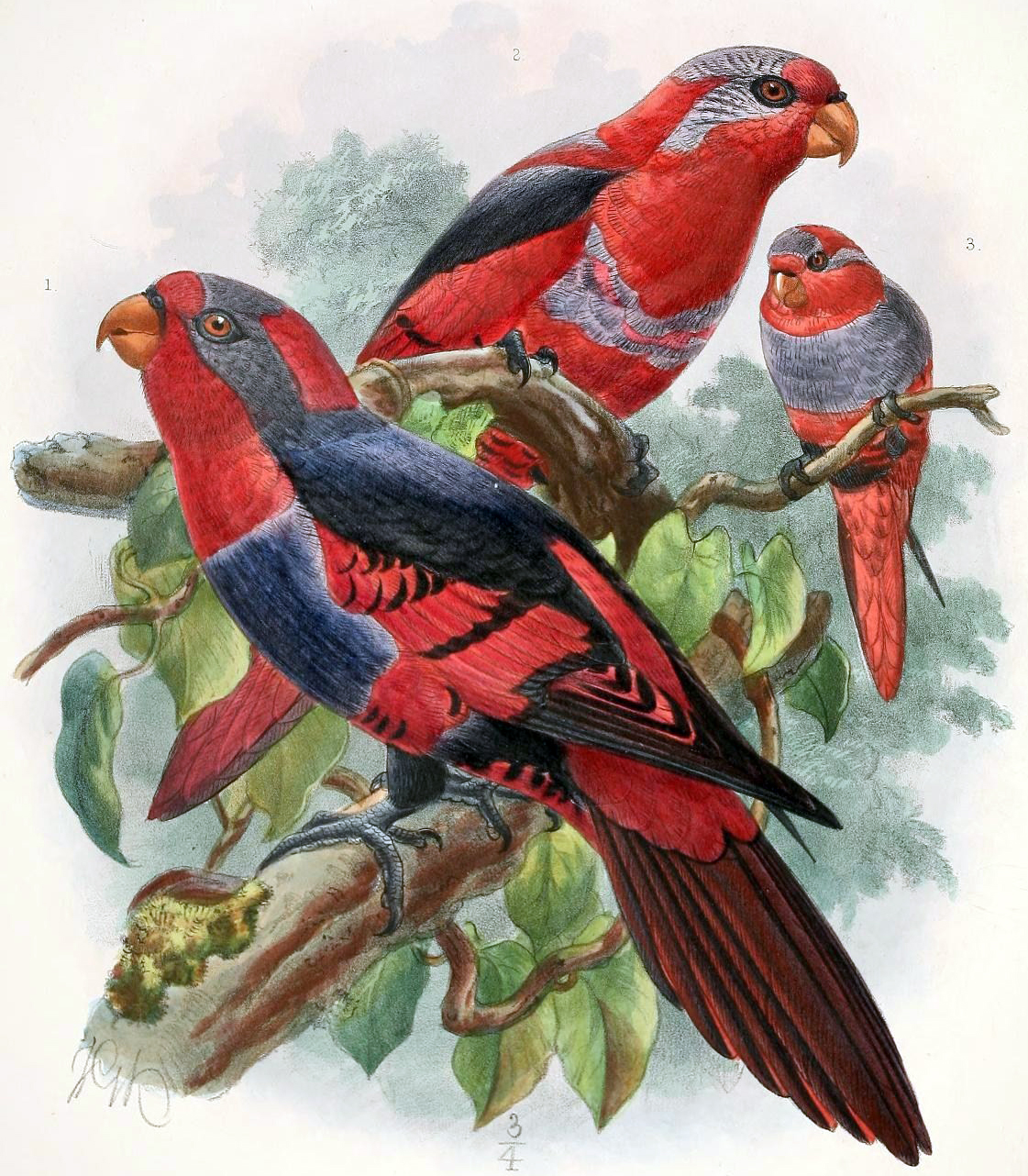